# Synagoge (Ostende)

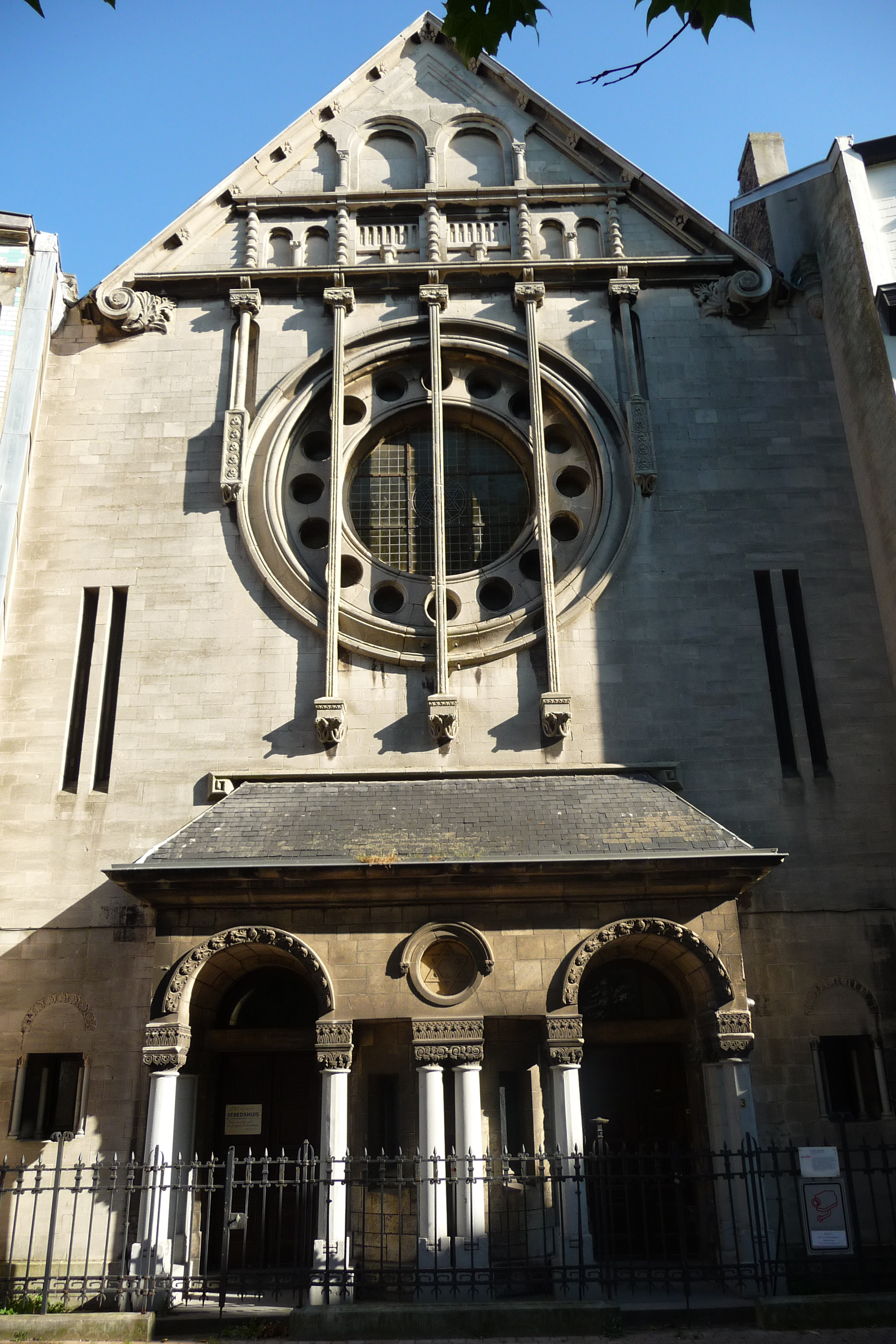
Synagoge in Ostende

Die Synagoge in Ostende, einer belgischen Stadt in der Provinz Westflandern, wurde 1910/11 errichtet. Die Synagoge mit der Adresse Filip Van Maestrichtplein 3 ist seit 2002 ein geschütztes Baudenkmal.
Die Synagoge, nach Plänen des Architekten J. De Langhe aus Antwerpen erbaut, wurde am 29. August 1911 feierlich eingeweiht.  